# Bodulaš
Koordinati:   44°47′38″N, 13°56′54″E
Bodulaš je majhen nenaseljen otoček v Medulinskem zalivu v hrvaškem delu Istre.
Otoček leži okoli 1 km severovzhodno od Ceje, odnosno okoli 2 km južno od rta Kašteja na polotočku Kaštel pri  Medulinu. Površina Bodulaša meri 0,125 km², dolžina njegovega obalnega pasu je 1,42 km. Najvišja točka otočka doseže višino 7 mnm.